# 두 여자 이야기
"두 여자 이야기"는 1994년에 개봉한 대한민국의 영화이다.

## 캐스팅
- 김서라 : 영순 역
- 윤유선 : 경자 역
- 정동환
- 김희라
- 남수정
- 김복희
- 김재성
- 신승우
- 김호진
- 김동석
- 김준우
- 문혁
- 김숙진
- 김민경
- 김기종
- 한명환
- 조은석
- 이미희
- 박용팔
- 임성문
- 부흥윤
- 부충인
- 김한상
- 한승희
- 나현식

## 수상
- 1994년 제32회 대종상
  - 최우수작품상
  - 여우조연상 - 남수정
  - 시나리오상 - 유상욱 (영화 감독), 이정국
  - 신인감독상 - 이정국
  - 신인여우상 - 윤유선
  - 촬영상 - 최찬규